# تو پرودنشال پلازا
تو پرودنشال پلازا، (به انگلیسی: Two Prudential Plaza) آسمان‌خراش ۶۴ طبقه به ارتفاع ۳۰۳ متر، با کاربری اداری-تجاری است، که در شهر شیکاگو، ایلینوی، ایالات متحده آمریکا مستقر می‌باشد. پروژه ساخت این ساختمان در سال ۱۹۸۸ آغاز شد و در سال ۱۹۹۰ تکمیل و افتتاح گردید. پرودنشال پلازا متعلق به شرکت خدمات مالی پرودنشال فایننشل می‌باشد.